# Pussos
Pussos é uma povoação portuguesa do Município de Alvaiázere que foi sede da extinta Freguesia de Pussos, freguesia que tinha 23,91 km² de área e 1139 habitantes (2011), e, por isso, uma densidade populacional de 47,6 hab/km².
A Freguesia de Pussos foi extinta em 2013, no âmbito de uma reforma administrativa nacional, tendo sido agregada à Freguesia de Rego da Murta, para formar uma nova freguesia denominada Pussos São Pedro com sede em Cabaços.
Pussos foi vila e sede de concelho entre 1514 e o início do século XIX. Designava-se então Vila Nova de Pussos. O concelho tinha uma freguesia e, em 1801, 1 204 habitantes.

## População
| População da freguesia de Pussos | População da freguesia de Pussos | População da freguesia de Pussos | População da freguesia de Pussos | População da freguesia de Pussos | População da freguesia de Pussos | População da freguesia de Pussos | População da freguesia de Pussos | População da freguesia de Pussos | População da freguesia de Pussos | População da freguesia de Pussos | População da freguesia de Pussos | População da freguesia de Pussos | População da freguesia de Pussos | População da freguesia de Pussos |
| -------------------------------- | -------------------------------- | -------------------------------- | -------------------------------- | -------------------------------- | -------------------------------- | -------------------------------- | -------------------------------- | -------------------------------- | -------------------------------- | -------------------------------- | -------------------------------- | -------------------------------- | -------------------------------- | -------------------------------- |
| 1864                             | 1878                             | 1890                             | 1900                             | 1911                             | 1920                             | 1930                             | 1940                             | 1950                             | 1960                             | 1970                             | 1981                             | 1991                             | 2001                             | 2011                             |
| 1 330                            | 1 434                            | 1 457                            | 1 665                            | 1 839                            | 1 831                            | 1 803                            | 2 100                            | 2 035                            | 1 866                            | 1 626                            | 1 598                            | 1 542                            | 1 327                            | 1 139                            |

## Património
- Igreja Matriz de Santo Estevão;
- Capela da Loureira;
- Capela de Carvalhal;
- Capela de Vila Nova;
- Capela de São João;
- Pelourinho de Alvaiázere.

## História
Pussos foi vila e sede de concelho entre 1514 e o início do século  XIX. Nessa altura designava-se por Vila Nova de Pussos.
Santo Estêvão de Pussos é paróquia de origem remota, fundada provavelmente em termos pré históricos. A região geográfica onde está inserida assim o indica, embora não tenha surgido até hoje grandes elementos que o confirmem. É também uma freguesia conhecida pelos seus prédios deixados por famílias ricas existentes, na altura cabaços era um dos lugares mais importantes onde foi constituída a 1% Associação Sport Club ainda existente nos dias de hoje.
Dos documentos que vão permitindo a reconstituição da história de Pussos, é possível verificar que em 1231 o usufruto da povoação foi dado pelo Grão-Mestre da Ordem dos Templários à viúva de Estêvão Pires, Maria Pires, com a cláusula de que, por morte da usufrutuária, passaria para o Convento de Tomar.
Extinta a milícia do templo passou à ordem de Cristo, de que constituiu uma comenda, anexa à igreja matriz.
O último comendador de Vila Nova de Pussos foi o 1.° Visconde de Sousel, António José de Miranda Henriques da Silveira e Albuquerque Mexia Leitão Pina e Melo, que teve a mercê em 1782.
Entretanto, a 15 de Junho de 1514, Pussos recebeu foral, dado por D. Manuel I de Portugal. O lugar de Vila Nova, ainda hoje existente, evoca o passado da freguesia.
Aliás, a toponímia de Pussos é fértil em relação aos elementos que nos conduzem ao anterior povoamento da freguesia. Almeida e Alqueidão, por exemplo, atestam a ocupação mourisca, mas a maior parte dos atuais lugares estão relacionados com fatores geográficos existentes, antes ou agora, no território: Carvalhal, Loureira, Sobreiral, etc.
É orago da Vila Nova de Pussos Santo Estêvão. O povo dedica-lhe a sua festa anual. Festa Sagrada, com laivos de profanidade e muita, muita emoção.
A economia da freguesia foi marcada, ao longo dos anos, pela agricultura. Mas outras atividades houve que se tornaram importantes e que acabaram por desaparecer.
A exploração de minérios, por exemplo, deve ser desempenhado papel de destaque para os primeiros habitantes de Pussos. Na sua área ainda hoje podemos ver as enormes seixeiras, restos de exploração das antigas minas de ouro. Dentro da freguesia, estão registadas quatro minas de ferro, denominadas Ribeira da Almeida, Fonte do Carvalhal de Pussos, Olheirão e Vale da Ameixoeira.
Também desde há muito que existe a feira dos Cabaços (vila freguesia de Pussos), qie tem mercados bissemanais, às segundas e quintas feiras, no lugar da Cabaços, o mais importante do concelho, e mercados mensais em todas as primeiras quinta feiras. Ainda no mesmo lugar, tem feiras anuais a 1 de Janeiro e a 10 de Outubro, sendo a primeira uma das mais concorridas do norte do distrito de Leiria, muito frequentado por ribatejanos.
Nesta freguesia ainda se produzia milho, vinho, azeite, frutas e cerais em grande quantidade. Atualmente o milho e o azeite continuam a ser produzidos mas o resto nem tanto.
Nesta freguesia também existia uma escola, hoje em dia já não é frequentada, esta escola foi fundada por o senhor Bernardinho Correira, que é natural dos cabaços mas reside noutro sítio. Este senhor mandou construir a escola com o objetivo de a sobrinha ir dar aulas e foi construída entre as décadas de 40 e 50. Nesta escola como em muitas outras naquele tempo era divido por um muro a meio da escola em que meninas estudavam dum lado e rapazes noutro, umas décadas mais tarde foi deitado a baixo e dai foram feitas duas salas de aula.

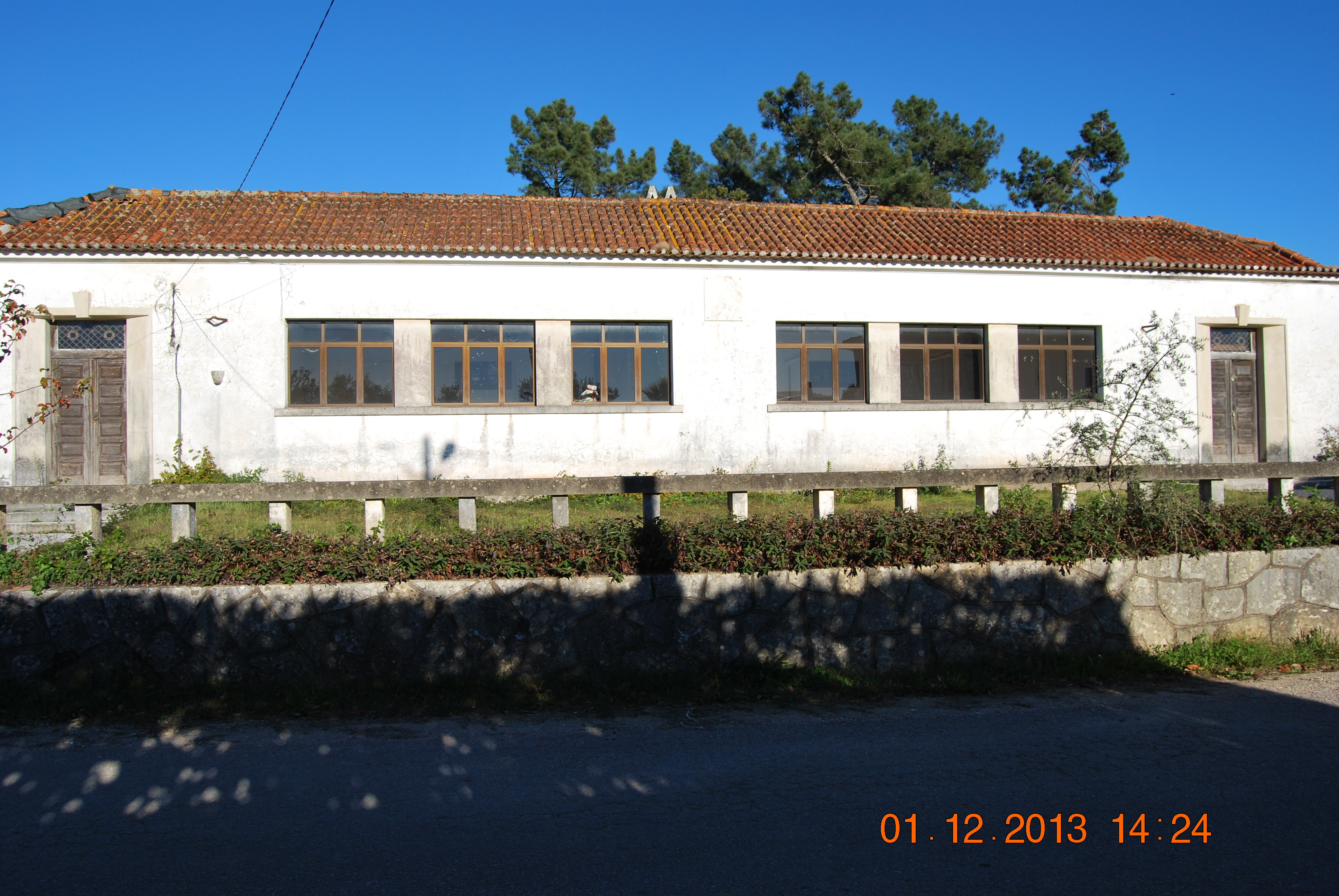
Escola Pussos

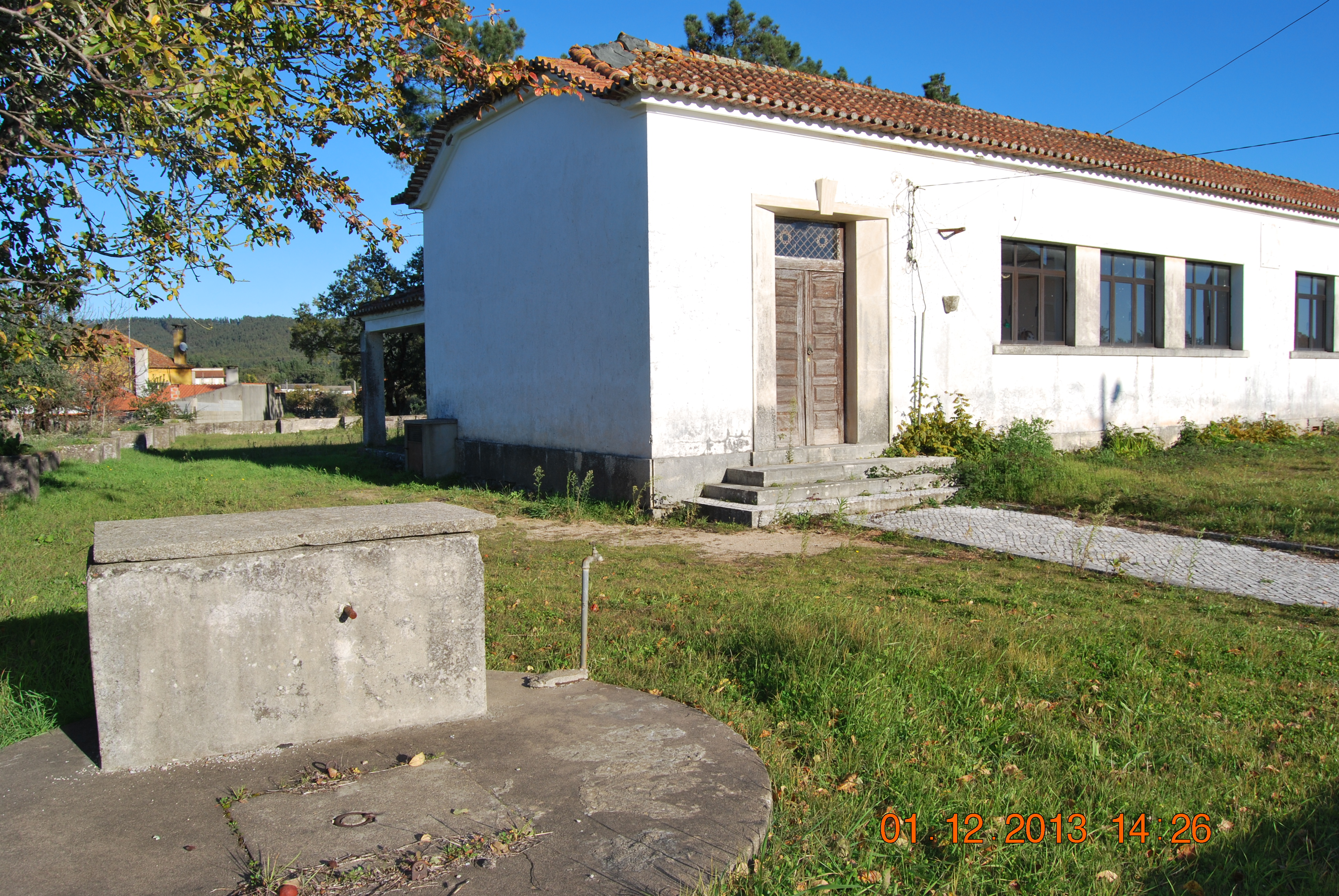
Escola Pussos 1

## Festa

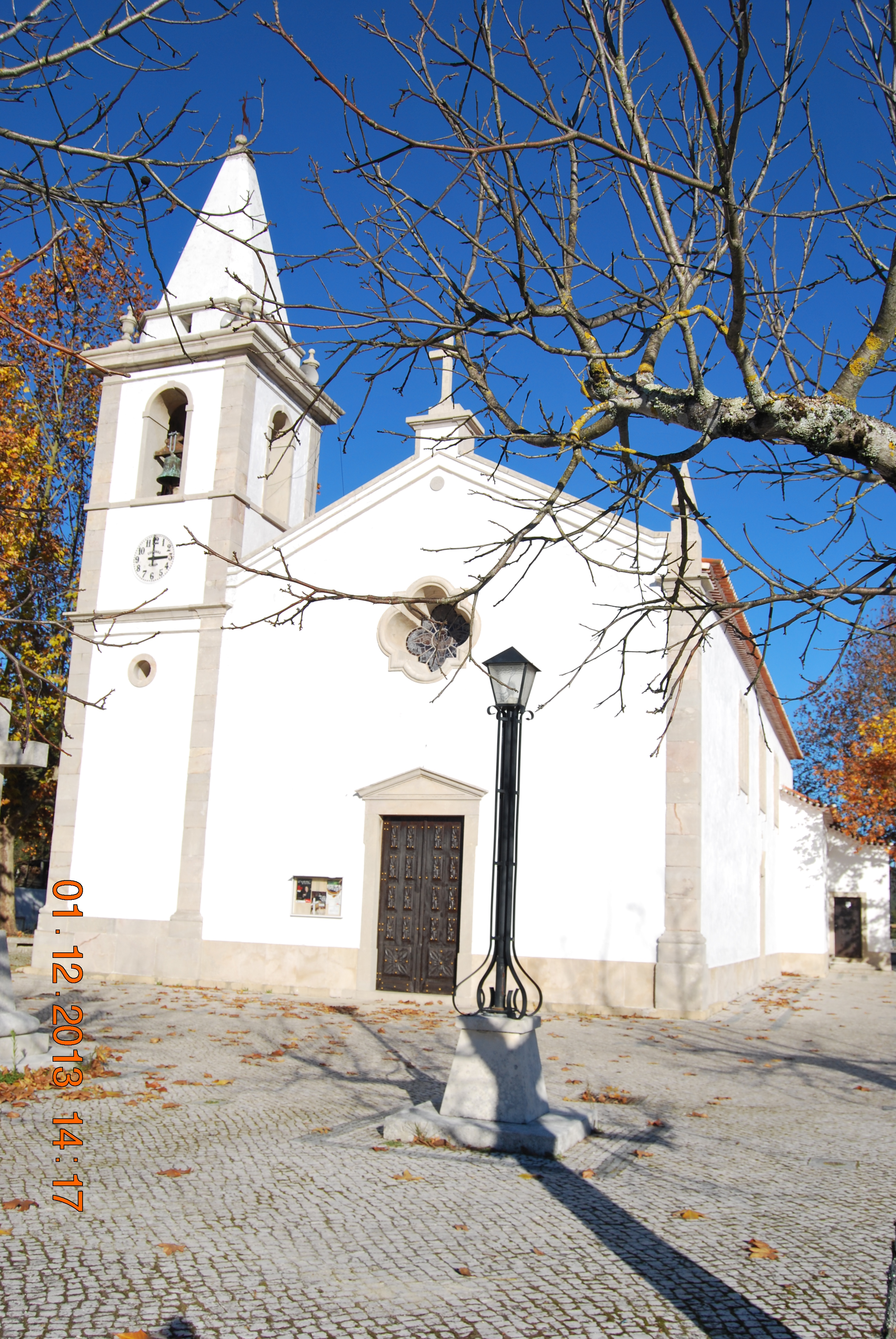
Igreja Pussos 2

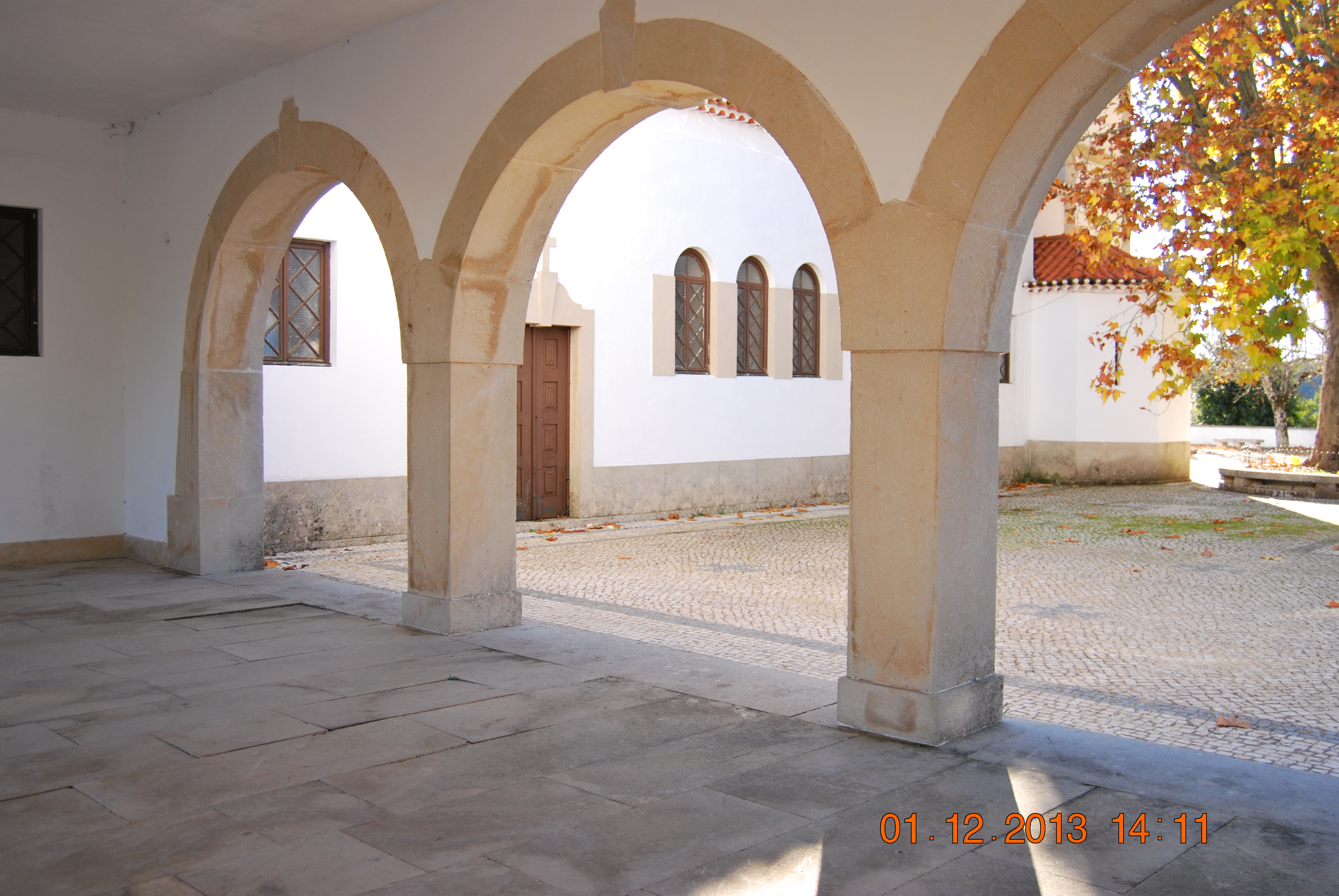
Igreja Pussos

A festa realizava-se no primeiro domingo de Agosto, e era em honra ao Santo Estêvão, padroeiro da freguesia. 
Esta festa era preparada antecipadamente por todos os habitantes da freguesia, todos eles se juntavam de noite na igreja e faziam os efeitos todos à mão com arbustos e papel cortado.
Nesta festa realizava-se a primeira comunhão das crianças da freguesia. As meninas ia vestidas como noivas e os meninos iam com duas capas, uma comprida branca e outra pelos ombros azul. O resto das crianças, aquelas que não realizavão a festa, tinham que ir vestidas, as meninas de branco com uma fita com uma cruz e os meninos de cruzados. As crianças que faziam a comunhão tinham que pedir perdão diante os pais e da meia noite do dia anterior até depois à hora de tomar a hóstia não podiam comer nada, mas depois da festa havia um lanche com leite e pão só para eles.
Atualmente a festa da primeira comunhão já não se realiza, a festa realiza-se no primeiro fim de semana de Agosto, e durante o dia, realizam-se missas, procissões e a venda das fogosas (que são feitas à mão, e de noite à baile.

## Tradições
Em Pussos, antigamente, havia várias tradições como no Carnaval as pessoas irem a casa uma das outras e tirarem alguns bens para esconderem e no dia seguinte devolverem. Ou outras tradições como quando havia a apanha do milho os vizinhos juntavam-se nas eiras das casas e descamisavam o milho, nestas alturas conviviam entre si chegando a haver bailes e tudo, por vezes era nessas alturas que os jovens se conheciam ou encontravam. Ai não havia pagamento monetário, ajudavam-se mutuamente. Na realização de alguns trabalhos de campo acontecia o mesmo. Os casamentos eram todos feitos em casa. Nesta terra também é costume cantarem-se os Reis, onde iam vários grupos de casa em casa cantarem até que lhes abrissem a porta. Os instrumentos utilizados na altura eram a pandeireta, a concertina e um cântaro de lata.

## Lendas
Conta-se que, nesta aldeia, há muito tempo, uma mulher, ao passar num sítio denominado por Casal da Fonte, viu, estendida no chão, uma manta com figos a secar ao sol. Pegou em alguns e meteu-os na algibeira. Quando os tirou de lá, em vez de figos, tinha pedras de ouro.

## Lugares da freguesia
- Almeida
- Alqueidão
- Aveleira
- Bispos
- Cabaços
- Carrasqueiras
- Carvalhal
- Casal Novo
- Casal da Piedade
- Casalinhos
- Cortiça
- Cruz do Bispo
- Eiras
- Feteiras
- Feteiras de Além
- Jordões
- Ladeira
- Lapa
- Loureira
- Outeirinho
- Picanços
- Portela das Feteiras
- Portela do Mato
- Pussos
- Sobreiral
- Terras do Feio
- Vale de Aveleira
- Vila Nova